# Fed Cup 2016 Wereldgroep II play-offs
De Fed Cup 2016 Wereldgroep II play-offs vormden een naspel van de Fed Cup 2016, waarin promotie en degradatie tussen enerzijds Wereldgroep II en anderzijds de regionale zones werden bevochten.
De wedstrijden werden gespeeld op 16 en 17 april 2016.

## Reglement
De vier verliezende teams van Wereldgroep II en vier, door het ITF Fed Cup comité aangewezen, winnaars uit de drie regionale zonegroepen 1 nemen aan dit naspel deel. Het ITF Fed Cup comité bepaalt welke vier landen geplaatst worden, aan de hand van de ITF Fed Cup Nations Ranking. Hun tegenstanders worden door loting bepaald. Welk land thuis speelt, hangt af van hun vorige ontmoeting (om de andere), dan wel wordt door loting bepaald als zij niet eerder tegen elkaar speelden. Een landenwedstrijd bestaat uit (maximaal) vijf "rubbers": vier enkelspelpartijen en een dubbelspelpartij. Het land dat drie "rubbers" wint, is de winnaar van de landenwedstrijd. De vier winnende landen plaatsen zich voor de Fed Cup Wereldgroep II in het jaar erop. De vier verliezende landen zullen in het volgend jaar deelnemen in groep 1 van hun regionale zone.

## Deelnemers
In 2016 namen de volgende acht landen deel aan de Wereldgroep II play-offs:
- Argentinië (won van Paraguay in de Amerikaanse zone)
- Taiwan (won van Japan in de Aziatisch/Oceanische zone)
- België (won van Groot-Brittannië in de Europees/Afrikaanse zone)
- Oekraïne (won van Israël in de Europees/Afrikaanse zone)
- Canada (verloor van Wit-Rusland in Wereldgroep II)
- Polen (verloor van Verenigde Staten in Wereldgroep II)
- Servië (verloor van Spanje in Wereldgroep II)
- Slowakije (verloor van Australië in Wereldgroep II)

## Plaatsing, loting en uitslagen
Geplaatste teams hebben het plaatsingcijfer tussen haakjes.
| locatie    | ondergrond    | thuisspelend land | uitslag | uitspelend land |
| ---------- | ------------- | ----------------- | ------- | --------------- |
| Belgrado   | gravel (i)    | Servië (1)        | 2-3     | België          |
| Bratislava | gravel (i)    | Slowakije         | 3-2     | Canada (2)      |
| Inowrocław | hardcourt (i) | Polen (3)         | 1-4     | Taiwan          |
| Kiev       | hardcourt     | Oekraïne          | 4-0     | Argentinië (4)  |

### Vervolg
- Slowakije handhaafde haar niveau, en bleef in Wereldgroep II.
- België, Oekraïne en Taiwan promoveerden van hun regionale zone in 2016 naar Wereldgroep II in 2017.
- Argentinië wist niet te ontstijgen aan haar regionale zone.
- Canada, Polen en Servië degradeerden van Wereldgroep II in 2016 naar hun regionale zone in 2017.